# Cold, Cold Heart
Singles de Hank Williams
Moanin' the Blues
(1951) (I Heard that) Lonesome Whistle
(1951)
Cold, Cold Heart est une chanson du chanteur américain Hank Williams (paroles et musique).
Hank Williams a dit à au moins une occasion qu'il l'avait écrite en une heure, mais pourtant cette chanson est l'exacte copie note pour note de la chanson de T. Texas Tyler You'll Still Be in My Heart (plus précisément de la version que T. Texas Tyler a enregistrée en 1945).
La chanson a rapporté beaucoup d'argent à Hank Williams quand elle a été reprise par Tony Bennett, dont la version (Columbia 39449) a passé en 1951 six semaines à la 1re place de Billboard et est aussi devenue le numéro sept de l'année. La propre version de Hank Williams (MGM 10904) a également été populaire, elle est arrivée en tête du classement country.
La chanson a aussi été notamment reprise par Dinah Washington (Mercury 5728).